# جون جي. مكارثي
جون جي. مكارثي هو سياسي أمريكي، ولد في 19 يوليو 1927، وتوفي في 9 نوفمبر 2001. نشط حزبياً في الحزب الديمقراطي. وقد انتخب عضو جمعية نيوجيرسي العامة ‏.